# Песме простора
„Песме простора” је југословенски ТВ филм из 1977. године који је рњжирао Арсеније Јовановић.